# 南海辰村建設
南海辰村建設株式会社（なんかいたつむらけんせつ、英: Nankai Tatsumura Construction Co., Ltd.）は、大阪府大阪市浪速区に本社を置く、南海グループの建設会社である。

## 概要
高層鉄筋コンクリート造構法システムや南海辰村建設免震構法などの独自の技術を有する。また、外断熱工法に力を注いでいる。
岸和田発祥のゼネコンで岩出建設、才門建設とともに泉州名産である玉葱を評してタマネギJVと呼ばれていた。

## 基本理念
｢南海辰村建設は、人とともに、街とともに、お客様とともに、『WELLNESS(健康)、WORLD(地球・環境)、WORTH(価値)、WILL(情熱)、WITH(～と共に)』の5つの“W”で新しい時代にマッチした豊かな環境を創造します。」

## 沿革
1944年、大阪府岸和田市において岸和田工業株式会社として設立される。1947年に商号を西田工務店に変更した。1963年には大証2部に上場し、岸和田No.1ゼネコンという地場ゼネコンにとどまらず北海道から九州にいたるまで受注していた。しかしながら、1974年に社長が株式投資に失敗し、会社の経営が悪化する。1975年に南海電鉄の子会社南海建設に吸収合併され、本社を岸和田市から大阪市に移転する。1995年には売上高1000億円を目指し、当時経営難であった辰村組と対等合併した。しかし、景気の悪化、公共事業の縮減もあり経営難となり親会社である南海電気鉄道の支援を受け、支店・営業所の統廃合を実施、資本金を減資し、首都圏と関西圏に資本を集約し、2005年黒字に転換。
- 1923年（大正12年）3月 - 西田勝三郎が個人事業として、土木建築請負業を創業（辰村組の設立は1883年）。
- 1944年（昭和19年）6月 - 大阪府岸和田市にて岸和田工業株式会社設立。
- 1946年（昭和21年）10月 - 株式会社西田工務店を吸収合併。
- 1947年（昭和22年）5月 - 株式会社西田工務店に社名変更。
- 1949年（昭和24年）11月 - 建設業法により、大阪府知事登録を受ける。
- 1952年（昭和27年）6月 - 建設業法により、建設大臣登録を受ける。
- 1962年（昭和37年）6月 - 西広建設株式会社（現・南海建設興業。連結子会社）を設立。
- 1963年（昭和38年）5月 - 大阪証券取引所第二部上場。
- 1969年（昭和44年）7月 - 宅地建物取引業法により、大阪府知事より免許を受ける。
- 1972年（昭和47年）
  - 8月 - 建設業法の改正により、特定建設業者として建設大臣許可の許可を受ける。
  - 8月 - 宅地建物取引業法により、宅地建物取引業者として建設大臣免許の免許を受ける。
- 1975年（昭和50年）
  - 5月 - 南海建設株式会社と合併し、商号を南海建設株式会社に変更。
  - 5月 - 本社を岸和田市から大阪市浪速区馬淵町23番地へ移転。
- 1988年（昭和63年）9月 - 本社を大阪市浪速区難波中3丁目5番19号へ移転
- 1991年（平成3年）5月 - 甲容工業株式会社（後の南海電設株式会社）を買収。
- 1995年（平成7年）10月 - 株式会社辰村組と合併し、同時に商号を南海辰村建設株式会社に変更。
- 2006年（平成18年）6月- 立体交差急速施工（TN80工法）を高田機工とともに開発。
- 2007年（平成19年）1月 - 明豊エンタープライズと業務提携。
- 2009年（平成21年）8月 - 資本金を2,000百万円に減資。
- 2010年（平成22年）4月 - オリエンタル白石から全株式を取得し、日本ケーモー工事株式会社を買収（現・連結子会社）。
- 2013年（平成25年）
  - 7月 - 大阪証券取引所と東京証券取引所の現物株市場統合に伴い、東京証券取引所第二部に指定替え。
  - 10月 - 株式会社京阪電気商会を買収（現・連結子会社）。
- 2016年（平成28年）4月 - 南海建設興業が南海電設を吸収合併。
- 2019年（平成31年）4月 - 京阪電気商会が日本毛織グループのニッケみらい建設の子会社となる。

## 主な拠点
- 本社 - 大阪市浪速区難波中3丁目5番19号（南海浪速ビル）
- 東京支店 - 東京都中央区銀座5丁目15番1号（南海東京ビル）
- 和歌山営業所 - 和歌山県和歌山市東蔵前丁3番地の6（南海和歌山ビル）
- 横浜営業所 - 横浜市中区尾上町3丁目39（尾上町ビル）

過去の営業所
- 橋本営業所 - 和歌山県橋本市小原田29番地
- 岩出営業所 - 和歌山県岩出市水栖621番地
- 堺営業所 - 大阪府堺市堺区三国ヶ丘御幸通39番地
- 兵庫営業所 - 兵庫県西宮市越水町5番35号
- 埼玉営業所 - さいたま市大宮区桜木町4-247

## 不祥事
南海辰村建設が施工し2009年に完成した滋賀県大津市のマンション「大津京ステーションプレイス」において、引き渡し後に数々の不具合が発覚し、その責任の所在をめぐり、同マンションを販売する地元デベロッパーの「大覚」との間で係争となった。大覚が工事代金の支払を拒否したことを受けて、南海辰村建設側が2010年1月に起こした訴訟では大覚側も反訴した。
2013年2月26日に南海辰村建設が第一審で勝訴したが、大覚が控訴。第二審では南海辰村建設が敗訴し、建て替え費用など合わせて約18億円の支払いが命じられた。南海辰村建設は2019年4月22日に最高裁に上告受理申立を行ったが、2020年3月3日に最高裁判所は上告不受理を決定し、南海辰村建設は敗訴した。

## グループ会社
- 日本ケーモー工事株式会社
- 南海建設興業株式会社

## 提携・共同開発会社
- 高田機工
- 明豊エンタープライズ

## その他
1985年の阪神タイガースが優勝した日に「ランディ・バースに似ている」との理由から道頓堀川・戎橋で胴上げされた上に同川に落とされたカーネル・サンダース像は、2009年に大阪市の同川の工事に従事していた南海辰村建設の社員によって発見されている。